# Alar Toomre
Alar Toomre, född 5 februari 1937 i Rakvere, Estland, är en estnisk-amerikansk astronom och matematiker. Han är professor i tillämpad matematik vid Massachusetts Institute of Technology. Toomres forskning är främst inriktad på galaxers dynamik. Han blev MacArthur Fellow 1984.

## Karriär
Toomres familj flydde från Estland till Tyskland 1944 i samband med Sovjetunionens återockupation av Estland. Familjen kom därefter att emigrera till USA 1949. Familjen slog sig först ned i Ohio, men flyttade inom ett år till Hempstead på Long Island i delstaten New York, där Toomre avslutade sin skolgång. Han studerade vid MIT och tog grundutbildningsexamen som ingenjör inom flygteknik och fysik vid MIT 1957, och studerade därefter vid University of Manchester som Marshallstipendiat, där han tog en doktorsexamen i hydrodynamik.
Toomre undervisade därefter vid MIT i två år.  Efter ett år vid Institute for Advanced Study återvände han till MIT, där han tillbringat huvuddelen av sin karriär.  Han blev Associate Professor i matematik vid MIT 1965 och professor 1970.

## Forskning
År 1964 formulerade Toomre ett kriterium för lokal gravitationell stabilitet för differentiellt roterande skivor. Detta är känt som Toomres stabilitetskriterium, oftast mätt genom stabilitetsparametern Q. Q-parametern mäter den relativa betydelsen av vorticitet och intern hastighetsspridning (som stabiliserar vid höga värden) jämfört med skivans yttäthet (som destabiliserar vid höga värden). Parametern är formulerad så att Q<1 implicerar gravitationell instabilitet.
Toomre samarbetade med Peter Goldreich 1969 i studiet av fenomenet polvandring, där de utvecklade en teori för polvandring. Huruvida sann polvandring har observerats på jorden, eller apparent polvandring kan förklara alla paleomagnetiska fenomen är fortfarande en forskningsfråga under debatt.

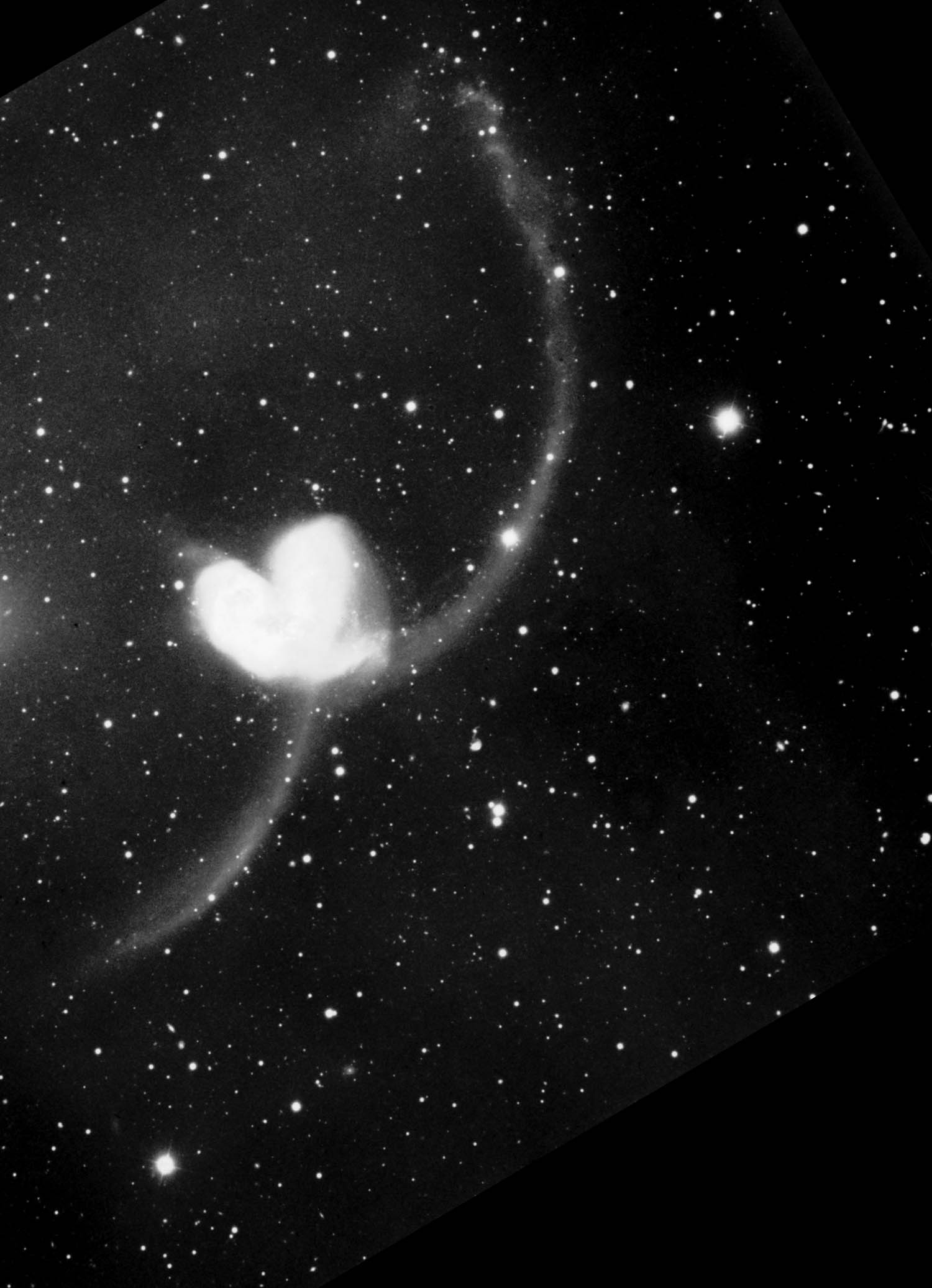
Antenngalaxerna, foto av Brad Whitmore (STScI) och NASA

Toomre genomförde den första datorsimuleringen av galaxkollisioner på 1970-talet tillsammans med sin bror Jüri, som är astrofysiker och solfysiker. Trots att det låga antalet simulerade partiklar gjorde det svårt att urskilja detaljer i kollisionsprocessen kunde Toomrebröderna identifiera "tidvattensvansar" i sina simuleringar, i likhet med de som observerats i Antenngalaxerna och Musgalaxerna. Bröderna försökte reproducera specifika galaxkollisioner i sina simuleringar, med ett särskilt intresse för Antenngalaxerna. Toomre föreslog 1977 att elliptiska galaxer är rester av stora kollisioner mellan spiralgalaxer. Han visade att baserat på kollisionstakten mellan lokala galaxer, kan under Hubbletidsskalan det observerade antalet elliptiska galaxer bildas, förutsatt att universum bildas med enbart spiralgalaxer. Denna idé var vid denna tid kontroversiell och föremål för intensiv vetenskaplig debatt under följande år.
Genom detta arbete kunde Toomrebröderna identifiera kollisionsprocessen och galaxutvecklingen som den så kallade Toomresekvensen. Sekvensen börjar med två väl separarade spiralgalaxer och följder dem genom kollisionsprocessen till dess att de stabiliseras som en enda elliptisk galax.

## Priser och utmärkelser
Toomre erhöll Dirk Brouwer Award 1993, för sina bidrag till fältet dynamisk astronomi.
Toomre var 1984 en av mottagarna av MacArthur Fellowship.
Toomre mottog Magellanic Premium award 2014 för sitt arbete inom numeriska galaxsimueleringar under 1960-talet. Två år senare valdes han in i American Philosophical Society.